# Дуби-велетні (Мурованокуриловецьке лісництво)
Дуби-велетні — ботанічна пам'ятка природи місцевого значення. Розташована на території Мурованокуриловецької селищної громади Могилів-Подільського району Вінницької області ( Мурованокуриловецьке лісництво, кв. 15 діл. 5) поблизу с. Житники. 
Оголошена відповідно до рішення Вінницького облвиконкому № 335 від 22.06.1972 р. 
Охороняється цінна група могутніх екземплярів дуба звичайного віком 300 років, висотою 26 м.